# Presença
Presença - Folha de Arte e Crítica (in italiano, Presenza - Foglio di Arte e Critica) è stata una rivista letteraria, artistica e culturale del Modernismo in Portogallo, pubblicata dal 1927 al 1940, di cui uscì un numero speciale commemorativo nel 1977.

## Storia editoriale

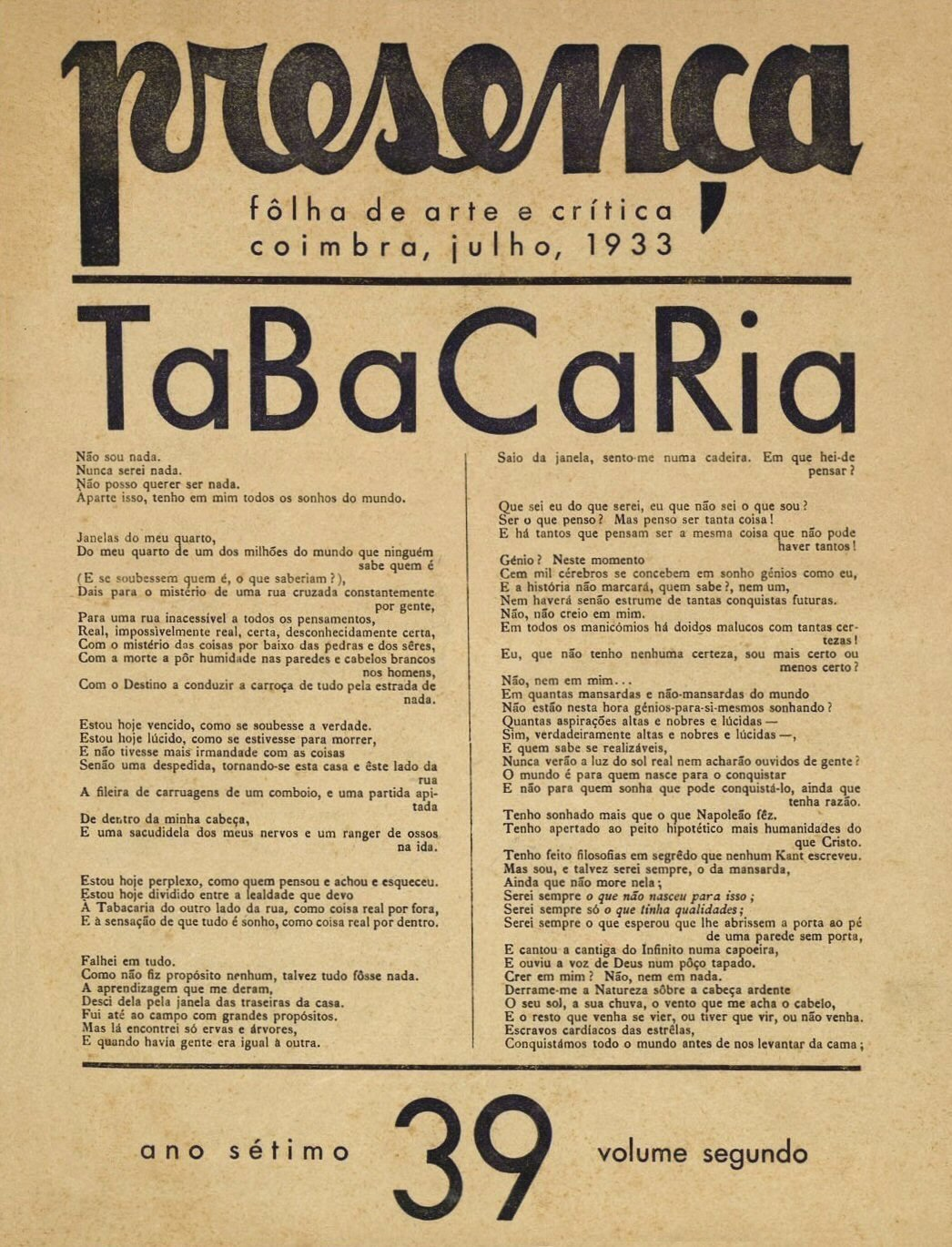
La poesia «Tabacaria» di Álvaro de Campos, eteronimo di Fernando Pessoa, sulla prima pagina del nº 39 di Presença (1933)

Fondata a Coimbra nel 1927 su iniziativa di José Régio, Branquinho da Fonseca e João Gaspar Simões, Presença costituisce il secondo grande momento e contesto letterario del modernismo portoghese, dopo la rivista Orpheu (1915). Pur esplicitamente debitrice e celebrativa della Generazione di Orpheu, la rivista Presença si distingue da Orpheu in vari aspetti, per esempio, per la maggiore e programmatica vocazione di Presença alla critica letteraria e alla riflessione critica sullo stesso modernismo e sulla modernità. Sottolineando tali e altre differenze, il filosofo Eduardo Lourenço ha rifiutato la comune rappresentazione di una continuità tra le due riviste, secondo la quale, se l'orfismo rappresenta il «Primo Modernismo», il presencismo costituirebbe appunto il «Secondo Modernismo» portoghese.

## Collaboratori
I suoi direttori furono João Gaspar Simões e José Régio, oltre a Branquinho da Fonseca (fino al 1930) e Adolfo Casais Monteiro (dal 1930). Tra i suoi moltissimi collaboratori e autori, vi furono i poeti Fernando Pessoa e Miguel Torga, i filosofi José Marinho e Delfim Santos, gli artisti (e coniugi) Almada Negreiros e Sarah Afonso.